# Quint Fabi Píctor (historiador)
Quint Fabi Píctor (en llatí: Quinctus Fabius Pictor) va ser un historiador romà en llengua grega. Era fill de Gai Fabi Píctor, i formava part de la família dels Fabi Píctor, una branca de la gens Fàbia.
Va ser el més antic escriptor en prosa i un dels principals dels historiadors anomenats annalistes. Titus Livi l'anomena scriptorum antiquissimus i longeve antiquissimus auctor.
Va servir en la Guerra gàl·lica el 225 aC i a la Segona Guerra Púnica. Per la seva bona reputació va ser enviat a Delfos el 216 aC després de la batalla de Cannes per demanar a l'oracle com podien els romans obtenir el favor dels déus. Polibi diu que era senador i que va exercir el càrrec de qüestor, però no se saben més detalls de la seva vida. És probable que la seva dedicació a la història el fes poc inclinat a dedicar-se als serveis actius requerits pels magistrats romans en aquella època.
Va morir en una data incerta, però probablement no abans del 215 aC ni després del 200 aC.
Va escriure una Història d'Itàlia en forma d'annals, des de la mítica arribada d'Eneas a Itàlia fins a la seva època, els darrers anys narrats amb molta minuciositat. L'esmenten com a font Titus Livi, Polibi, Dionís d'Halicarnàs i d'altres. Va escriure la seva obra en grec, però Ciceró i Aulus Gel·li diuen que també l'havia escrit en llatí. No obstant això, hi ha indicis que el van confondre amb Servi Fabi Pictor, que va escriure també uns Annals, de manera que segurament no va cultivar el llatí literari. Polibi diu que la seva obra es decantava exageradament a favor dels romans, però com que escrivia per als grecs, devia voler deixar en molt bon lloc els seus compatriotes. L'obra sembla que contenia un relat molt acurat dels canvis polítics a Roma. Va seguir de prop les opinions de Diocles de Peparet i el va utilitzar com a font.
Va tenir un fill, anomenat també Quint Fabi Píctor, que va ser pretor el 189 aC.